# Fürstenau (Allemagne)
Pour les articles homonymes, voir Fürstenau.
Fürstenau est une ville allemande de l'arrondissement d'Osnabrück, Land de Basse-Saxe.

## Géographie
Fürstenau se situe au sud-ouest des hauteurs d'Ankum, qui appartiennent au parc naturel TERRA.vita, et à l'est des hauteurs de Lingen. La ville est traversée par le Fürstenauer Mühlenbach qui la relie au Große Aa.
| Handrup    | Bippen    | Eggermühlen |
| Andervenne | Fürstenau | Merzen      |
|            | Hopsten   | Voltlage    |

La ville de Fürstenau comprend les quartiers de Fürstenau, Hollenstede, Schwagstorf et Settrup.

## Histoire
La ville hanséatique de Fürstenau est mentionnée pour la première fois en 1344 sous le nom de "Vorstenowe". Le prince-évêque d'Osnabrück Gottfried von Arnsberg fait alors construire la première partie du château afin de faire valoir ses droits face au comté de Tecklenbourg. Après la fin du conflit, le château devient au cours des siècles la résidence de l'évêque. En 1642, Fürstenau reçoit le droit d'être une cité.

## Jumelages
- Ruurlo (Pays-Bas), depuis 1979.
- Hohen Neuendorf, Brandebourg, depuis 1991.
- Paistu (Estonie), depuis 2005.

## Infrastructures
Fürstenau se trouve sur les Bundesstraßen 214, 218 et 402.

## Personnalités liées à la commune
- Hinrich Just Müller (1740-1811), facteur d'orgue
- August von Eye (1825-1896), écrivain.
- Wilhelm Varenhorst (1865-1944), homme politique.
- August Schröder (1908-1993), archiviste.
- Franz Berding (1915-2010), homme politique.
- Ida Raming (née en 1932), théologienne catholique
- Reinhard von Schorlemer (né en 1938), homme politique.
- Karl-Heinz Menke (né en 1950), prêtre et théologien.
- Uwe Jursch (né en 1963), footballeur.
- Dirk van den Boom (né en 1966), écrivain.